# Bonifaci de Verona
Bonifaci de Verona (italià: Bonifacio da Verona; mort a finals del 1317 o principis del 1318) fou un senyor croat llombard de la Francocràcia de finals del segle xiii i principis del segle xiv. Tercer fill d'una branca menor de la seva família, es vengué el seu únic castell per comprar-se el material propi d'un cavaller i esdevingué un protegit del duc d'Atenes, Guiu II de la Roche. El 1296 feu fora els romans d'Orient d'Eubea i en els anys següents es convertí en un dels senyors més poderosos de Grècia sota el domini franc.
Després del traspàs de Guiu II, el 1308 i 1309 fou regent del Ducat d'Atenes i el març del 1311 fou fet presoner per la Gran Companyia Catalana a la mal anomenada batalla del Cefís. Els almogàvers, que el tenien en molt alta consideració, li oferiren el ducat que acabaven de conquerir. Bonifaci el rebutjà, però mantingué vincles estrets amb els catalans per la seva enemistat comuna amb la República de Venècia, que perseguia els seus propis designis sobre Eubea. Bonifaci morí a finals del 1317 o principis del 1318 i les seves terres passaren al seu gendre, el vicari general català Alfons Frederic.